# ゴールデンイーグル (競馬の競走)
ザ・ゴールデンイーグル（The Golden Eagle）は、オーストラリアのローズヒルガーデンズ競馬場で開催される競馬の競走である。

## 概要
2019年にシドニースプリングカーニバルの新たな主要競走として新設されたレースで、ローズヒルガーデンズ競馬場の芝1500mで開催される。賞金総額1000万オーストラリアドル、1着賞金525万オーストラリアドルと凱旋門賞やメルボルンカップよりも賞金が高額に設定されている。
南半球産4歳馬、または北半球産3歳馬のみが出走可能な競走であり、G1・G2・G3・リステッドの重賞格付けは認定されていない。本競走はローズヒルガーデンズ競馬場における2歳限定G1のゴールデンスリッパーステークス、3歳限定G1のゴールデンローズステークスに続く「ゴールデンスラム」の第3戦に位置づけられており、3競走を全勝した馬には500万オーストラリアドルのボーナスが支払われる。
本競走のねらいとして、オーストラリアでは能力の高い牡馬は3歳までに引退して種牡馬になってしまうため、明け4歳の春競馬に目標となる高額賞金を設定し、引退を遅くして長く競馬に使ってもらえるようにしている。
本競走にはその賞金の10%が各出走馬のオーナーが指定した慈善事業団体に寄付されるというシステムがある。

## 歴史
2018年12月に主催者のレーシングニューサウスウェールズ（RNSW）により翌2019年からの創設されることが発表され、賞金総額750万オーストラリアドル（1着賞金410万オーストラリアドル）とオーストラリアの競走としてはジ・エベレストに次ぎ、同国の国民的行事として知られるメルボルンカップ（2018年当時賞金総額730万オーストラリアドル）を上回る高額の賞金が用意された。
メルボルンカップも主催するレーシングヴィクトリア（RV）によって2019年から賞金総額800万オーストラリアドルに増額されたため第2位の座を譲ったが、2022年にゴールデンイーグルは賞金総額が1000万オーストリアドルに増額され、メルボルンカップよりも賞金総額が高くなった。
2023年11月4日、日本のオオバンブルマイがオーストラリア以外、北半球産の馬としては初めて優勝した。

## 歴代優勝馬
| 施行日         | 調教国・優勝馬    | 日本語読み               | 性齢 | タイム  | 優勝騎手             | 管理調教師                                   |
| -------------- | ----------------- | ------------------------ | ---- | ------- | -------------------- | -------------------------------------------- |
| 2019年11月2日  | Kolding           | コールディング           | 騸4  | 1:28.28 | グレン・ボス         | クリス・ウォーラー                           |
| 2020年10月31日 | Colette           | コレット                 | 牝4  | 1:32.67 | コビー・ジェニングス | ジェームス・カミングス                       |
| 2021年10月30日 | I'm Thunderstruck | アイムサンダーストラック | 騸4  | 1:27.90 | ヒュー・ボウマン     | マイク・プライス＆マイケル・ケント・ジュニア |
| 2022年10月29日 | I Wish I Win      | アイウィッシュアイウィン | 騸4  | 1:28.19 | ルーク・ノーレン     | ピーター・ムーディー                         |
| 2023年11月4日  | Obamburumai       | オオバンブルマイ         | 牡3  | 1:29.26 | ジョシュア・パー     | 吉村圭司                                     |
| 2024年11月2日  | Lake Forest       | レイクフォレスト         | 牡3  | 1:27.98 | シーレン・ファロン   | ウィリアム・ハガス                           |